# فرودگاه شهری استورگیس (داکوتای جنوبی)
فرودگاه شهری استورگیس (داکوتای جنوبی) (به انگلیسی: Sturgis Municipal Airport (South Dakota)) یک فرودگاه همگانی بهره‌برداری هوایی است که یک باند فرود آسفالت دارد و طول باند آن ۱۵۵۴ متر است. این فرودگاه در کشور ایالات متحده آمریکا قرار دارد و در ارتفاع ۹۸۸ متری از سطح دریا واقع شده است.